# Elecciones generales de Granada de 2003
Las elecciones generales de Granada de 2003 tuvieron lugar el 27 de noviembre del mencionado año con el objetivo de renovar los 15 escaños de la Cámara de Representantes, con base en cuya composición se integró el Senado, configurando el Parlamento de Granada para el período 2003-2008. Se trató de los sextos comicios que tenían lugar en Granada desde su independencia del Reino Unido en 1974, así como los quintos desde la invastión estadounidense de 1983. Fueron también las decimoterceras elecciones bajo sufragio universal en el país.
El conservador Nuevo Partido Nacional (NNP), encabezado por el primer ministro Keith Mitchell, había gobernado sin oposición en el Parlamento después de haber ganado todos los escaños en los anteriores comicios, hasta que Michael Baptiste desertó del partido y asumió como líder de la Oposición. No obstante, Mitchell decidió adelantar nueve meses las siguientes elecciones, que podrían haberse realizado a mediados de 2004, anticipándose a una probable competencia más dura frente al opositor Congreso Nacional Democrático (NDC), partido liberal liderado por Tillman Thomas. El Partido Laborista Unido de Granada (GULP), que actuaba como principal partido de la oposición parlamentaria después de que Baptiste decidiera unirse a él, concurrió liderado por Gloria Payne-Banfield, mientras que el Movimiento Laborista Popular (PLM) de Francis Alexis, que había roto su coalición con el GULP, se presentó en solitario a unas elecciones por primera y única vez. Fue la última elección, hasta la fecha, en la que un partido que no fuera el NNP o el NDC presentó candidaturas en las quince circunscripciones.
Mitchell centró su campaña en las grandes obras de infraestructura realizadas durante su mandato, citando la construcción de un nuevo hospital, un estadio, un complejo ministerial y un muelle para cruceros, así como en defender su política económica. Sin embargo, la oposición cuestionó los logros de la gestión del NNP y Thomas acusó a Mitchell de haber despilfarrado fondos públicos durante el último período y de no haber invertido en mejores servicios de salud y educación para la población a pesar de un aumento en los impuestos. El oficialismo respondió criticando al NDC reorganizado, señalando el hecho de que muchos de los integrantes involucrados en la renovación del partido habían formado parte del Gobierno Popular Revolucionario (1979-1983).
En lo que fueron las elecciones más reñidas en la historia del país, el NNP se impuso ajustadamente con un 47,77% de los votos válidos y obtuvo ocho escaños, apenas lo suficiente para retener la mayoría absoluta y conservar el gobierno. El NDC experimentó un fuerte crecimiento electoral con un 45,40% de los votos, el mejor resultado desde 1967 para el segundo partido más votado, y ganó los siete escaños restantes. Aunque ganó el voto popular a nivel nacional por un margen de 1.121 sufragios, el NNP retuvo la circunscripción de Carriacou y Pequeña Martinica por tan solo seis votos, resultado que definió la elección a su favor. El laborismo se desplomó en las elecciones, con el GULP logrando solo el 4,76% de los votos y el PLM un 1,96% y viéndose ambos fuera del Parlamento. La elección consolidó el surgimiento de un sistema bipartidista entre el NNP y el NDC. La participación se mantuvo baja con un 57,71% del electorado registrado concurriendo a votar, pero de todas formas fue la primera elección desde la invasión estadounidense en la que la concurrencia aumentó respecto a la elección anterior.

## Antecedentes
Las elecciones generales de 1999 resultaron en un triunfo aplastante para el gobernante Nuevo Partido Nacional (NNP), liderado por el primer ministro Keith Mitchell, que obtuvo la victoria en las quince circunscripciones electorales y, en consecuencia, obtuvo la totalidad de los escaños en la Cámara de Representantes, constituyendo la primera vez desde 1976 en la que un gobierno de Granada obtenía un segundo mandato en el poder, y la primera vez que un solo partido político ganaba todos los escaños. Los dos principales partidos de la oposición, el Congreso Nacional Democrático (NDC) y el Partido Laborista Unido de Granada (GULP) perdieron toda su representación parlamentaria, lo que motivó que ambas fuerzas sufrieran duras crisis internas. Afectado por problemas de salud, George Brizan se retiró del liderazgo del NDC después de la derrota, fue sucedido por Tillman Thomas que había ejercido previamente como miembro del Parlamento por Saint Patrick East. El GULP había comenzado un hundimiento político desde el ascenso del NDC en 1990 y la muerte de su líder histórico Eric Gairy, lo que llevó a que comenzara a ser visto como un actor cada vez más marginal en la política granadina. No obstante, los laboristas recuperaron presencia parlamentaria cuando Michael Baptiste, parlamentario por Saint Andrew South West, desertó al GULP a principios del 2000 citando diferencias con el gobierno de Mitchell, y asumiendo en consecuencia el cargo de líder de la Oposición.
El segundo gobierno de Mitchell continuó con la combinación de políticas populistas y neoliberales implementadas durante su primer mandato. A pesar de la concreción de grandes obras de infraestructura iniciadas en los cuatro años anteriores, la administración del NNP comenzó a enfrentarse con diversos sectores de la sociedad granadina con los que antes había sostenido una relación de trabajo tranquila, como los sindicatos y una parte del empresariado. En agosto de 2000, el First International Bank de Granada se derrumbó, dejando a los depositantes con pérdidas millonarias, después de que un auditor local advirtiera que el banco, que había aumentado sus activos de 110.000 a 14.000 millones de dólares en un año, estaba «violando completamente» las leyes granadinas sobre operaciones offshore. La crisis bancaria vino acompañada por una sucesión de escándalos en el seno del NNP, pues el banco tuvo que reconocer haber contribuido con miles de dólares a la campaña electoral del NNP en 1999. Mitchell respondió con una reorganización de gabinete, que Baptiste (en calidad de líder de la Oposición) cuestionó como una tapadera para ocultar la crisis en torno al First International. Durante los primeros ocho meses de 2001, el gobierno había presionado para mejorar el marco de regulación del centro financiero extraterritorial de Granada, incluidas medidas para mejorar su transparencia. La decisión del GAFI dificultó al país atraer a inversores y socios comerciales extranjeros. Asimismo, el gobierno granadino debió retirar su programa de «ciudadanía por inversión» (instaurado en 1998) en respuesta a los atentados del 11 de septiembre de 2001, bajo la premisa de que podía terminar empleándose para propósitos terroristas.

## Sistema electoral
| Mapa                    | Circunscripción               | Parlamentarios (1999) | Parlamentarios (1999) | Parlamentarios (1999) |
| ----------------------- | ----------------------------- | --------------------- | --------------------- | --------------------- |
|                         | Carriacou y Pequeña Martinica | Elvin G. Nimrod       |                       | NNP                   |
| Saint Andrew North East | Oliver Archibald              |                       | NNP                   |                       |
| Saint Andrew North West | Laurina Waldron               |                       | NNP                   |                       |
| Saint Andrew South East | Cuthbert B. McQueen           |                       | NNP                   |                       |
| Saint Andrew South West | Michael Baptiste              |                       | GULP                  |                       |
| Saint David             | Joslyn R. Whiteman            |                       | NNP                   |                       |
| Ciudad de Saint George  | Brenda A. Hood                |                       | NNP                   |                       |
| Saint George North East | Augustine John                |                       | NNP                   |                       |
| Saint George North West | Keith Mitchell                |                       | NNP                   |                       |
| Saint George South      | Mark Isaac                    |                       | NNP                   |                       |
| Saint George South East | Gregory Clarence Bowen        |                       | NNP                   |                       |
| Saint John              | Claris C. T. Charles          |                       | NNP                   |                       |
| Saint Mark              | Clarice Modeste-Curwen        |                       | NNP                   |                       |
| Saint Patrick East      | Adrian F. Mitchell            |                       | NNP                   |                       |
| Saint Patrick West      | Anthony Boatswain             |                       | NNP                   |                       |

Los comicios se realizaron bajo el texto constitucional instaurado en 1974 y la Ley de Elecciones para la Cámara de Representantes de 1993. Bajo las disposiciones vigentes, Granada era una monarquía parlamentaria en el marco de la Mancomunidad de Naciones, con Isabel II como jefa de estado representada localmente por un Gobernador General, mientras que la jefatura de gobierno residía en un primer ministro y su gabinete dependientes de la confianza del Parlamento. El sistema parlamentario granadino estaba modelado en torno al sistema Westminster, compuesto por una Cámara de Representantes elegida por voto popular y un Senado designado en base a la composición de la Cámara. Las elecciones generales se realizarían cada cinco años, aunque el Parlamento podía ser disuelto para convocar a elecciones anticipadas antes del final del mandato.
Todos los ciudadanos de la Mancomunidad de Naciones con residencia permanente en Granada que fueran mayores de dieciocho años tendrían derecho a voto. El sistema electoral para las elecciones a la Cámara de Representantes sería el escrutinio mayoritario uninominal. El país estaba dividido en quince circunscripciones, cada una de las cuales estaría representada por un miembro del Parlamento elegido a simple mayoría de votos. Todos los electores calificados con domicilio o residencia en el país o residencia durante al menos doce meses inmediatamente antes de la votación y que supieran leer y hablar en inglés con fluidez tendrían derecho a presentarse como candidatos. Quedarían excluidos los que tuvieran una quiebra no liquidada, debieran lealtad a un estado extranjero, fueran declarados mentalmente insanos o pesara sobre ellos una sentencia de muerte o prisión superior a un año, así como determinados funcionarios del gobierno. El potencial candidato debía presentar el aval de seis electores registrados en su circunscripción y un depósito monetario de EC$300. Si el candidato obtenía menos del 12,5% de los votos, el depósito sería entregado al Estado.
El partido político que obtuviera una mayoría en la Cámara de Representantes o lograse reunir los respaldos para gozar de la confianza del cuerpo tendría derecho a formar gobierno, y su líder sería nombrado primer ministro. Al líder del partido con más escaños que no formara parte del gobierno le correspondería el cargo de líder de la Oposición. El Senado sería designado por el Gobernador General después de las elecciones. Se designarían siete senadores nombrados por consejo del primer ministro, tres por consejo del líder de la Oposición y tres independientes por consejo del primer ministro después de haber consultado con grupos de la sociedad.

## Partidos y candidaturas
La nominación de candidatos tuvo lugar el 5 de noviembre de 2003, doce días antes de la votación, lo que dio inicio a la campaña electoral formal. El Nuevo Partido Nacional, el Congreso Nacional Democrático y el Movimiento Laborista Popular postularon candidatos en las quince circunscripciones, mientras que el Partido Laborista Unido de Granada disputó las catorce circunscripciones de la isla principal de Granada, pero no presentó candidato en Carriacou y Pequeña Martinica. El partido GOD presentó dos candidaturas (Saint George South y Saint Patrick West) y el Partido de Renacimiento de Granada presentó a su líder, Washington Edwards, en Saint George North East. Hubo asimismo dos candidatos independientes, en Saint Andrew North East y Saint George South.
| Circunscripción               | NNP                    | NDC               | PLM               | GULP                  | GOD                | GRP          | Independiente |
| ----------------------------- | ---------------------- | ----------------- | ----------------- | --------------------- | ------------------ | ------------ | ------------- |
| Carriacou y Pequeña Martinica | Elvin G. Nimrod        | George W. Prime   | Donald S. Charles |                       |                    |              |               |
| Saint Andrew North East       | Cuthbert B. McQueen    | Kenrick Fullerton | Paul K. Mitchell  | Clarence I. Rapier    |                    |              |               |
| Saint Andrew North West       | Yolande Bain-Hordsford | Osbert Charles    | Denis Gilbert     | Michael Baptiste      |                    |              |               |
| Saint Andrew South East       | Roland Bhola           | Ingrid Rush       | Oscar Andall      | Keith Bravboy         | Joan Williams      |              |               |
| Saint Andrew South West       | Laurina A. Waldron     | Alleyne Walker    | Rodney Mark       | Clifford Robertson    |                    |              |               |
| Saint David                   | Joslyn Whiteman        | Michael D. Lett   | Bernard Jones     | Jerome Romain         |                    |              |               |
| Ciudad de Saint George        | Brenda A. Hood         | Peter C. David    | Raphael Fletcher  | Wilfred Hayes         |                    |              |               |
| Saint George North East       | Augustine John         | Nazim Burke       | Terry Marryshow   | Dennis Joseph         | Washington Edwards |              |               |
| Saint George North West       | Keith Mitchell         | Joan M. Purcell   | Gillian B. Lewis  | Cecil E. Harris       |                    |              |               |
| Saint George South            | Gregory Bowen          | David Lambert     | Francis Alexis    | Norman DeSouza        |                    |              |               |
| Saint George South East       | Ann-David Antoine      | Glynis Roberts    | Dorset Charles    | Gloria Payne-Banfield | Eunice Belfon      | Frank Caesar |               |
| Saint John                    | Claris C. T. Charles   | Michael A. Church | Osbert DeCoteau   | Herbert Preudhomme    |                    |              |               |
| Saint Mark                    | Clarice Modeste        | Osbourne James    | Wayne Francis     | Gordon Bolah          |                    |              |               |
| Saint Patrick East            | Adrian Mitchell        | Tillman Thomas    | Gordon John       | Reynold C. Benjamin   |                    |              |               |
| Saint Patrick West            | Anthony Boatswain      | Joseph Gilbert    | Kenny Lalsingh    | Lennox McLeish        | Justin McBurnie    |              |               |

## Campaña
La campaña electoral duró formalmente doce días desde el día de la nominación el 5 de noviembre, hasta el día antes de la votación, el 27 de noviembre. La misma tuvo un desarrollo inicial tranquilo, con la realización pacífica de actos públicos y caravanas por parte de los principales partidos en las localidades más pobladas de la isla. Sin embargo, conforme se acercaba la elección, la campaña adoptó un tono cada vez más tenso y vitriólico, caracterizado por acusaciones mutuas entre el gobierno del NNP y los tres partidos retadores de la oposición, en especial el NDC. Los análisis apuntaron a que la tensión en la campaña provino tanto de la cobertura polarizante por parte de los medios de comunicación como de la actitud de los dirigentes, que hicieron campaña principalmente sobre la base de líneas de agresión y acusación más que sobre propuestas concretas.
El oficialista Nuevo Partido Nacional, liderado por el primer ministro Keith Mitchell, buscó consolidar su base de apoyo destacando las mejoras en infraestructura, educación y salud que se habían implementado en los años previos. La campaña también se centró en la estabilidad política y económica como argumento clave para continuar con su gobierno. El NNP contó con la ventaja de su fuerte presencia mediática y los recursos del Estado a su favor, algo criticado por los partidos opositores. Su manifiesto, titulado «Steady Course Towards Progress» (del inglés: «Rumbo Firme Hacia el Progreso») prometió continuar incentivando inversiones en turismo y agricultura y enfatizó la importancia de mantener un entorno seguro y estable para fomentar el desarrollo. Consciente de que había perdido buena parte del apoyo obtenido en las elecciones de 1999 y el debilitamiento de la imagen del gobierno, Mitchell moderó la retórica combativa que había caracterizado su gestión durante los anteriores cuatro años, reconociendo que una tercera gestión del NNP tendría que enfocarse más en cuestiones sociales como la salud y la educación (vistos por los estudios de opinión como una de las principales preocupaciones de los votantes) que en obras de infraestructura. Mitchell criticó a la oposición como violenta y falta de propuestas, denunciando que el renovado NDC (al que el oficialismo reconocía como su principal rival) estaba plagado de elementos vinculados al período socialista, advirtiendo que la oposición buscaba un «retorno a la política del odio».
El opositor Congreso Nacional Democrático, liderado por Tillman Thomas, se centró en hacer un diagnóstico crítico de la realidad granadina bajo el gobierno del NNP, destacando problemas como el desempleo, la inseguridad y la falta de desarrollo en sectores clave como el turismo y la agricultura, y apelar al anhelo de un cambio. La principal estrategia de campaña del NDC tomó la forma de extensas «caminatas relámpago» en las principales localidades de cada circunscripción, con Thomas encabezando caravanas a lo largo del país. El partido lanzó su manifiesto el 20 de noviembre de 2003 en un acto en el pueblo de Happy Hill, la ciudad natal del primer ministro Mitchell, lo que fue considerado por analistas y medios de comunicación como una forma de retar al oficialismo. El documento, titulado «The New Agenda» (del inglés: «La Nueva Agenda») se enfocó en exponer un enfoque renovado hacia el desarrollo económico, con énfasis en la diversificación agrícola, la modernización de la industria y la promoción de Granada como un destino turístico seguro y atractivo. Además, se comprometió a mejorar la seguridad nacional y a fomentar la paz industrial, buscando crear un entorno propicio para el crecimiento y la estabilidad. El tono general de su discurso buscó expresar esperanza y unidad, apelando a la necesidad de un liderazgo inclusivo y transparente que priorizara el bienestar de todos los ciudadanos, en contraposición a lo que consideraban una gestión ineficaz y excluyente del NNP.
La elección vio la irrupción de la polarización bipartidista entre el NNP y el NDC, lo que implicó una considerable reducción de la relevancia de los terceros partidos, aunque estos (en particular el Movimiento Laborista Popular y el Partido Laborista Unido de Granada) todavía se consideraban fuertes. El PLM enfrentó un panorama de campaña complicado, con sus expectativas enfocadas en la candidatura de su líder, Francis Alexis, en la circunscripción de Saint George South East. A pesar de ser el único partido fuera del NNP y el NDC en disputar todas las circunscripciones, la percepción generalizada de que la contienda estaba polarizada entre estos partidos y la falta de aparato político respecto al GULP como tercer partido disminuyó sus posibilidades de plantear una competencia coherente. Alexis enfocó su discurso en las críticas agresivas a la gestión del NNP y en particular apuntando al propio Mitchell, destacándose la amarga rivalidad personal que tenían ambos dirigentes. El GULP disputaba todas las circunscripciones excepto Carriacou (que había sido un territorio particularmente refractario del partido incluso durante su época de hegemonía entre 1951 y 1979) y se vio afectado por la continuidad de la crisis interna posterior a la muerte de su fundador Eric Gairy, así como las continuas deserciones a otros partidos y la pérdida de apoyo ante el NDC.
El 18 de noviembre, Mitchell denunció públicamente que había sido blanco de un intento de asesinato, afirmando que su equipo de seguridad había sido atacado con «bombas incendiarias» mientras se dirigía a presidir un evento de campaña del NNP en el norte de la isla. Mitchell declaró que el supuesto atentado era consecuencia de la retórica violenta de la campaña, a la que calificó como una de las más tensas desde la invasión de 1983. El anuncio desató una fuerte controversia y fue objeto de profundos cuestionamientos. Los informes de la investigación policial filtrados al día siguiente refutaron que la vida de Mitchell hubiera estado en peligro en algún momento e incluso cuestionaron la naturaleza del supuesto explosivo, sugiriendo que podía tratarse de un simple petardo. Mitchell declaró además que un autobús que transportaba partidarios del NPP había sido apedreado en Saint David, entre otra serie de agresiones no confirmadas, y que en las agresiones estaba involucrado «un partido político en específico», pero no dio nombres. Al día siguiente, en un discurso durante un acto de campaña, Thomas cuestionó la veracidad en las declaraciones de Mitchell. Aunque no lo acusó de mentir directamente, sugirió que el supuesto atentado constituía una «maniobra barata» ante la posible derrota del partido, acusando al oficialismo de realizar una «campaña de miedo».
El 19 de noviembre, un día después de la denuncia de Mitchell, tuvo lugar un debate televisado entre los líderes de los cuatro principales partidos políticos: Mitchell (NNP), Thomas (NDC), Alexis (PLM) y Payne-Banfield (GULP). El debate fue considerado en general «poco memorable» y «aburrido», destacando que estuvo protagonizado en gran medida por Mitchell (que como receptor de las principales críticas por parte de los ponentes debió apostar a un enfoque defensivo) y con Alexis (a pesar de ser representante de un partido minoritario) como orador destacado y principal agitador de los enfrentamientos con el primer ministro. La actuación de Thomas fue considerada poco convincente debido a su aspecto «encorvado», y Mitchell tuvo un momento clave a su favor cuando declaró que era el único de los cuatro candidatos presentes que tenía garantizada la victoria en su circunscripción y, por lo tanto, el retorno al Parlamento. La campaña concluyó con normalidad el 26 de noviembre. La mayoría de las encuestas electorales publicadas eran pagadas por el NNP o el NDC y se consideraron muy poco confiables. Análisis mediáticos consideraron que los únicos dos escaños asegurados eran Saint George North West (la circunscripción de Keith Mitchell) y Saint George North East (donde se esperaba ampliamente un triunfo de Nazim Burke del NDC).

## Observación internacional
La misión de observadores enviada por la Organización de Estados Americanos, liderada por la exembajadora de Trinidad y Tobago en los Estados Unidos Corinne McKnight, concluyó que las elecciones fueron razonablemente libres y elogiaron la alta participación ciudadana y el ambiente de convivencia pacífica. Sin embargo, emitió una serie de críticas en cuanto a la administración electoral, destacando inquietudes sobre el tamaño de la lista de votantes, que algunos partidos políticos consideraron exagerada. Asimismo, la misión criticó que no se registró comunicación de quejas o preocupaciones por parte de los partidos políticos o grupos de la sociedad civil durante el proceso electoral. También señaló que, aunque se hicieron esfuerzos para mejorar la accesibilidad para votantes con discapacidades respecto a las anteriores elecciones, no se reportó que se hubieran realizado mejoras significativas en este aspecto. La misión criticó el corto período de despliegue que se permitió a las misiones de observación electoral, sobre todo para estar presentes en el monitoreo del proceso de registro de votantes, impidiéndoles realizar recomendaciones en ese sentido.

## Resultados

### Nivel general
La votación tuvo lugar con normalidad el 27 de noviembre y, con la excepción de retrasos en algunas áreas rurales, sin incidentes mayores. Mitchell votó temprano en su ciudad natal en Happy Hill, afirmando sentirse «aún más confiado que en 1999» respecto a los resultados. Thomas votó en el poblado de Hermitage un par de horas más tarde, declarando estar seguro de una victoria por «al menos 10 escaños». Aunque se reportó una participación alta en las primeras horas de la mañana, finalmente la concurrencia fue de un 57,71% del electorado registrado. Por la noche, los resultados preliminares proyectaron una ajustada victoria para el Nuevo Partido Nacional con 8 escaños contra 7 del Congreso Nacional Democrático, con el NNP imponiéndose en Carriacou por tan solo siete votos y en Saint Patrick West por tan solo once. Ninguno de los dos partidos se pronunció la noche de la elección, anticipando tensas horas de negociaciones y recuentos antes de que se proclamara un ganador formal. Al día siguiente, los recuentos confirmaron un ajustado triunfo para el NNP con el 47,77% del voto popular y una mayoría absoluta de ocho sobre quince escaños, garantizando la reelección de Mitchell para un tercer mandato como primer ministro de Granada. El NDC se recuperó considerablemente con el 45,40% de los votos y obtuvo los siete escaños restantes. Se trató de las elecciones más polarizadas que veía Granada desde 1976, con un 93,17% votando a alguno de los dos principales partidos, y también la primera vez desde esa ocasión en que un gobierno granadino obtenía un tercer mandato consecutivo.
Los principales triunfos para el NNP fueron en la región occidental de la isla principal, particularmente en Saint George North West, donde el propio Mitchell retuvo su escaño por quinta vez consecutiva con un 82,64% de las preferencias, el margen más aplastante de la jornada, y en Saint Mark, donde Clarice Modeste fue reelecta con el 66,37%, siendo ambas las únicas circunscripciones con triunfos ininterrumpidos del NNP desde la invasión estadounidense. Saint Andrew South West fue la circunscripción donde el NNP obtuvo su porcentaje más bajo de votos con 38,43% con Yolande Bain-Hordsford como candidata, pese a que retuvo el escaño debido a que fue una de las pocas circunscripciones en las que se registró una competencia entre más de dos candidatos. La pérdida de seis de los catorce escaños que el partido tenía al momento de la disolución del Parlamento provocó algunas derrotas importantes ante el NDC. Augustine John, que ejercía como Ministro de Educación y en 1999 había dado una sorpresa al arrebatar el escaño de Saint George North East al antiguo líder de la Oposición George Brizan, resultó esta vez derrotado por Nazim Burke por un margen holgado. El NDC logró el mejor voto popular a nivel nacional para un segundo partido más votado desde 1967 y todos sus candidatos superaron el mínimo del 12,5% requerido para retener su depósito, con su mejor resultado en Saint Andrew North West, donde Alleyne Walker logró el 58,10% de los votos (el tercer mejor resultado de la jornada). El peor desempeño para el NDC fue en Saint George North West, donde Joan Purcell logró el 15,63% de los votos.
La elección consolidó el sistema bipartidista entre el NNP y el NDC a costa de los terceros partidos. El Partido Laborista Unido de Granada fue la tercera fuerza más votada pero logró solo un 4,76% a nivel nacional y ninguno de sus candidatos resultó electo. Michael Baptiste, líder de la Oposición en el Parlamento saliente, fue el candidato del GULP con mejor desempeño al lograr el 24,33% de los votos en Saint Andrew South West y, en consecuencia, fue el único aspirante del partido que retuvo su depósito. Gloria Payne-Banfield, la líder del partido, fue su segunda candidata con mejor desempeño al obtener 6,94% en Saint George South, la antigua circunscripción de Eric Gairy, perdiendo su depósito de todas formas. El Movimiento Laborista Popular obtuvo solo 928 votos en todo el país (un 1,96% del total de votos válidos) con Francis Alexis obteniendo más de la mitad de los sufragios con 543 (17,92%) en Saint George South East, el único otro candidato de un tercer partido fuera de Baptiste en retener su depósito.
|  | 47.77 % |

|  | 45.40 % |

|  | 4.76 % |

|  | 1.96 % |

|  | 0.02 % |

|  | 0.01 % |

|  | 0.08 % |

|  | 99.48 % |

|  | 0.52 % |

|  | 100.00 % |

|  | 57.71 % |

### Resultados por circunscripción
|  | 50.03 % |

|  | 49.79 % |

|  | 0.17 % |

|  | 99.65 % |

|  | 0.35 % |

|  | 100.00 % |

|  | 65.53 % |

|  | 50.54 % |

|  | 44.03 % |

|  | 5.23 % |

|  | 0.19 % |

|  | 99.65 % |

|  | 0.35 % |

|  | 100.00 % |

|  | 58.78 % |

|  | 38.43 % |

|  | 36.96 % |

|  | 24.33 % |

|  | 0.28 % |

|  | 99.33 % |

|  | 0.67 % |

|  | 100.00 % |

|  | 56.10 % |

|  | 49.53 % |

|  | 43.24 % |

|  | 4.19 % |

|  | 2.17 % |

|  | 0.87 % |

|  | 99.35 % |

|  | 0.65 % |

|  | 100.00 % |

|  | 54.81 % |

|  | 58.10 % |

|  | 39.32 % |

|  | 1.93 % |

|  | 0.65 % |

|  | 99.53 % |

|  | 0.47 % |

|  | 100.00 % |

|  | 60.82 % |

|  | 52.42 % |

|  | 43.45 % |

|  | 3.74 % |

|  | 0.39 % |

|  | 99.63 % |

|  | 0.37 % |

|  | 100.00 % |

|  | 60.55 % |

|  | 51.36 % |

|  | 45.67 % |

|  | 1.77 % |

|  | 1.20 % |

|  | 99.68 % |

|  | 0.32 % |

|  | 100.00 % |

|  | 52.43 % |

|  | 56.73 % |

|  | 39.23 % |

|  | 2.69 % |

|  | 1.19 % |

|  | 0.15 % |

|  | 99.80 % |

|  | 0.20 % |

|  | 100.00 % |

|  | 54.75 % |

|  | 82.64 % |

|  | 15.63 % |

|  | 1.48 % |

|  | 0.25 % |

|  | 99.57 % |

|  | 0.43 % |

|  | 100.00 % |

|  | 58.19 % |

|  | 48.15 % |

|  | 31.62 % |

|  | 17.92 % |

|  | 2.31 % |

|  | 99.21 % |

|  | 0.79 % |

|  | 100.00 % |

|  | 58.16 % |

|  | 49.41 % |

|  | 42.37 % |

|  | 6.94 % |

|  | 0.87 % |

|  | 0.28 % |

|  | 0.12 % |

|  | 99.53 % |

|  | 0.47 % |

|  | 100.00 % |

|  | 53.43 % |

|  | 49.02 % |

|  | 47.46 % |

|  | 3.14 % |

|  | 0.37 % |

|  | 99.21 % |

|  | 0.79 % |

|  | 100.00 % |

|  | 58.56 % |

|  | 66.37 % |

|  | 30.82 % |

|  | 1.82 % |

|  | 0.98 % |

|  | 99.63 % |

|  | 0.37 % |

|  | 100.00 % |

|  | 60.31 % |

|  | 48.18 % |

|  | 46.23 % |

|  | 4.89 % |

|  | 0.69 % |

|  | 99.35 % |

|  | 0.65 % |

|  | 100.00 % |

|  | 59.68 % |

|  | 47.11 % |

|  | 45.22 % |

|  | 4.06 % |

|  | 3.44 % |

|  | 0.17 % |

|  | 99.21 % |

|  | 0.79 % |

|  | 100.00 % |

|  | 57.44 % |

## Consecuencias
El líder del NDC, Thomas, se negó a reconocer la victoria del NNP la noche de las elecciones, exigiendo esperar a los recuentos en Carriacou y Saint Patrick antes de que se proclamara un ganador. Mitchell se mostró cauto en proclamar su victoria en los primeros días y estuvo de acuerdo en esperar a que terminara el recuento. El 29 de noviembre, los recuentos en ambas circunscripciones confirmaron las victorias del NNP (en Carriacou por un margen de tan solo seis votos) y el Supervisor de Elecciones declaró la existencia de una mayoría absoluta, con lo cual el Gobernador General Daniel Williams invitó formalmente a Mitchell a juramentarse para un tercer mandato como primer ministro y formar gobierno.
Thomas rechazó una invitación simultánea para asumir como líder de la Oposición en la Cámara y presentó una impugnación judicial contra los resultados en ambas circunscripciones, citando la presencia de votos indebidamente anulados (la cantidad de votos nulos en Carriacou era superior a la diferencia favorable al NNP), supresión de votantes e intentos de compra de votos. Los sindicatos favorables al NDC se declararon a la espera, aunque el líder sindical Chester Humphrey declaró que esperaba una nueva elección en menos de seis meses debido a lo estrecho de la mayoría y una posible crisis interna en el NNP. Thomas criticó la decisión de Williams de juramentar a Mitchell para un tercer mandato antes de que los tribunales fallaran sobre la impugnación, aunque Williams se escudó en que estaba constitucionalmente obligado a juramentar al ganador proclamado por el ente electoral. Finalmente aceptó asumir el cargo el 1 de diciembre, mientras el partido definía sus opciones legales.
Aunque Mitchell defendió como legítima su victoria electoral y negó que el oficialismo hubiera incurrido en alguna irregularidad, reconoció públicamente que había fallas en la administración electoral granadina esgrimidas tanto por la oposición como por la Organización de Estados Americanos, y afirmó estar totalmente dispuesto a negociar reformas tanto al sistema de registro como de votación para evitar que volvieran a darse los mismos problemas en el futuro. Candidatos tanto del NNP como del NDC reportaron muchos de los problemas que habían visto el día de la votación, desde reportes de al menos una persona muerta votando, posible arrastre de personas desde el vecino San Vicente y las Granadinas para votar y el hecho de que a personas debidamente registradas para votar no se les hubiera permitido hacerlo. A lo largo del mes de diciembre, Mitchell y Thomas celebraron una serie de conversaciones para encarar una reforma electoral, llegando a una serie de acuerdos al respecto a finales del año.